# オレーナ・ウスティメンコ
オレーナ・ウスティメンコ（ラテン翻字:Olena USTYMENKO、1986年10月11日 - ）は、ウクライナの元女子バレーボール選手。

## 来歴
ウクライナのキーウ出身。7歳からバレーボールを始める。
2012年10月、上尾メディックスに加入。2012/13Vチャレンジリーグにおいて、チーム2度目となる優勝に大きく貢献し、自らもMVP、サーブ賞のタイトルを獲得した。
2013年4月に上尾メディックスを退団。同年8月に韓国VリーグのIBK企業銀行アルトスに移籍した。

## 球歴
- 所属チーム履歴

| チーム名                       | 国             | 年        |
| ------------------------------ | -------------- | --------- |
| ルイビル大学                   | アメリカ合衆国 | 2002-2005 |
| Balakovskaïa Balakovo          | ロシア         | 2005-2006 |
| CAVムルシア2005                | スペイン       | 2006      |
| Bigmat Sanpaolo Chieri         | イタリア       | 2006-2007 |
| Avtodor-Metar                  | ロシア         | 2007-2008 |
| Criollas de Caguas             | プエルトリコ   | 2009-2010 |
| TED Ankara Kolejliler          | トルコ         | 2010      |
| MKE Ankaragücü                 | トルコ         | 2011      |
| ワクフバンク・テュルクテレコム | トルコ         | 2011-2012 |
| 上尾メディックス               | 日本           | 2012-2013 |
| IBK企業銀行アルトス            | 韓国           | 2013-2014 |
| Lancheras de Cataño            | プエルトリコ   | 2014-2015 |
- 受賞歴
  - 2013年 - Vチャレンジリーグ MVP、サーブ賞